# دينيسي باركس
دينيسي باركس (بالإنجليزية: Dean Parks)‏ هو عازف قيثارة وملحن وموسيقي أمريكي، ولد في 1947 في تكساس في الولايات المتحدة.

## وصلات خارجية
- الموقع الرسمي
- دينيسي باركس على موقع IMDb (الإنجليزية)
- دينيسي باركس على موقع ميوزك برينز (الإنجليزية)
- دينيسي باركس على موقع أول ميوزيك (الإنجليزية)
- دينيسي باركس على موقع ديسكوغز (الإنجليزية)